# Björsjö damm
Björsjö damm är en sjö i Smedjebackens kommun i Dalarna och ingår i Norrströms huvudavrinningsområde.